# Clayton Murphy

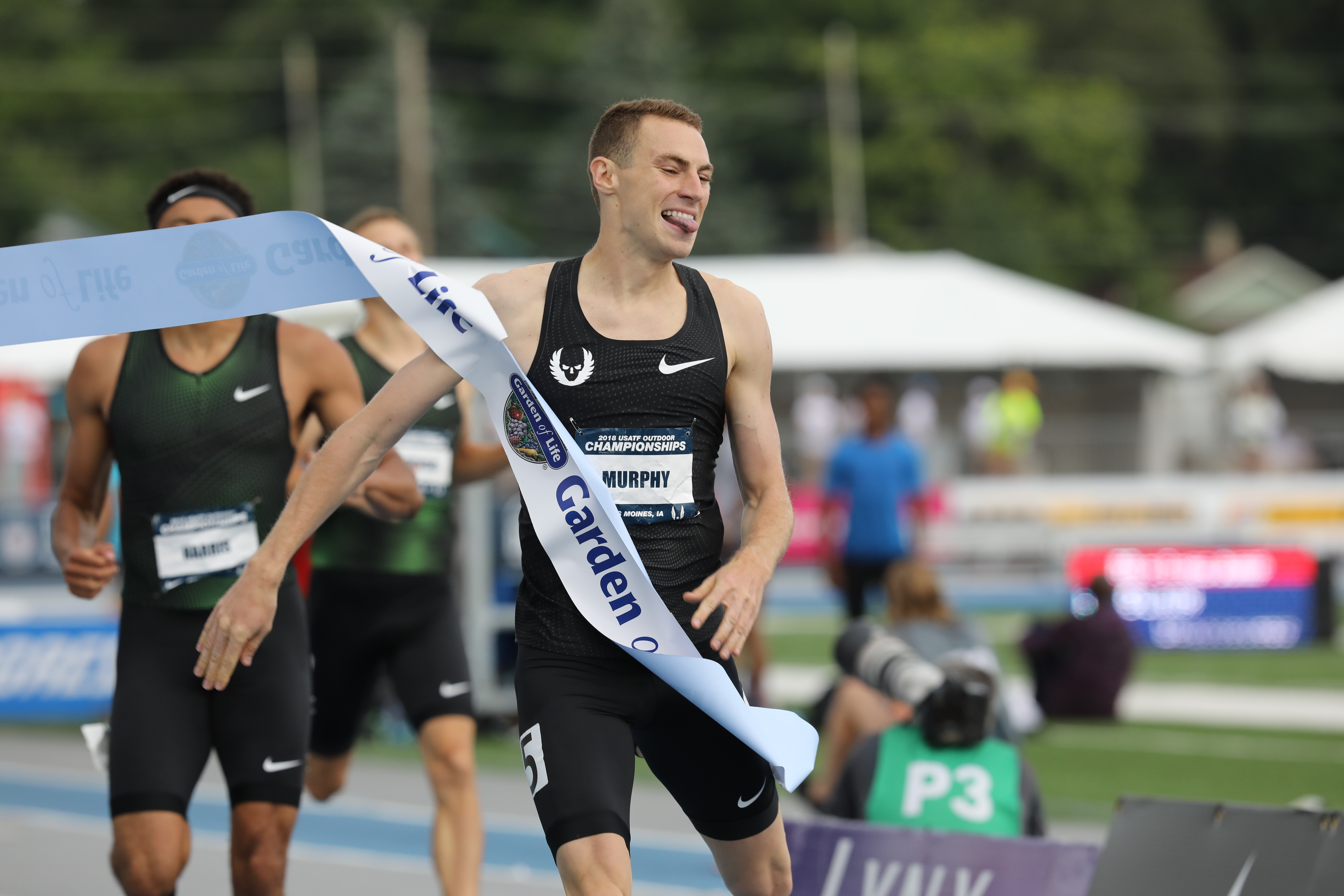
Clayton Murphy

Clayton Murphy, född 26 februari 1995, är en amerikansk friidrottare.
Murphy blev olympisk bronsmedaljör på 800 meter vid sommarspelen 2016 i Rio de Janeiro.